# Emanuel Schädler
Emanuel Schädler (Altstätten, 26 dicembre 1983) è un politico liechtensteinese.

## Biografia
È nato nel 1983 ad Altstätten ed è cresciuto a Triesenberg.
Tra il 1995 e il 2003 frequentò il Liechtensteinisches Gymnasium a Vaduz e si laureò in legge all'Università di Berna nel 2007, dove conseguì un Masterstudium e un Doktorat rispettivamente nel 2009 e nel 2013.
Nel 2019 conseguì all'Università di Vienna un master in diritto canonico.

### Carriera e attività politica
Dal 2009 al 2013 fu assistente scientifico dell'ateneo bernese presso il Romanistischen Institut e l'Istituto per la storia del diritto; presso quest'ultimo è stato assistente senior tra il 2019 e il 2024.
Dal 2015 al 2024 è stato attivo come ricercatore al Liechtenstein-Institut e dal 2016 fino al 2025 ricoprì il ruolo di direttore editoriale della Società Accademica del Liechtenstein.
Ha fatto parte del consiglio di amministrazione della Biblioteca nazionale del Liechtenstein dal 2023 fino al 2025.
Dal 10 aprile dello stesso anno è ministro degli affari sociali e della giustizia all'interno del governo Haas.

## Vita privata
È sposato con la moglie Monika e ha una figlia.